# Kurhaus Alexisbad

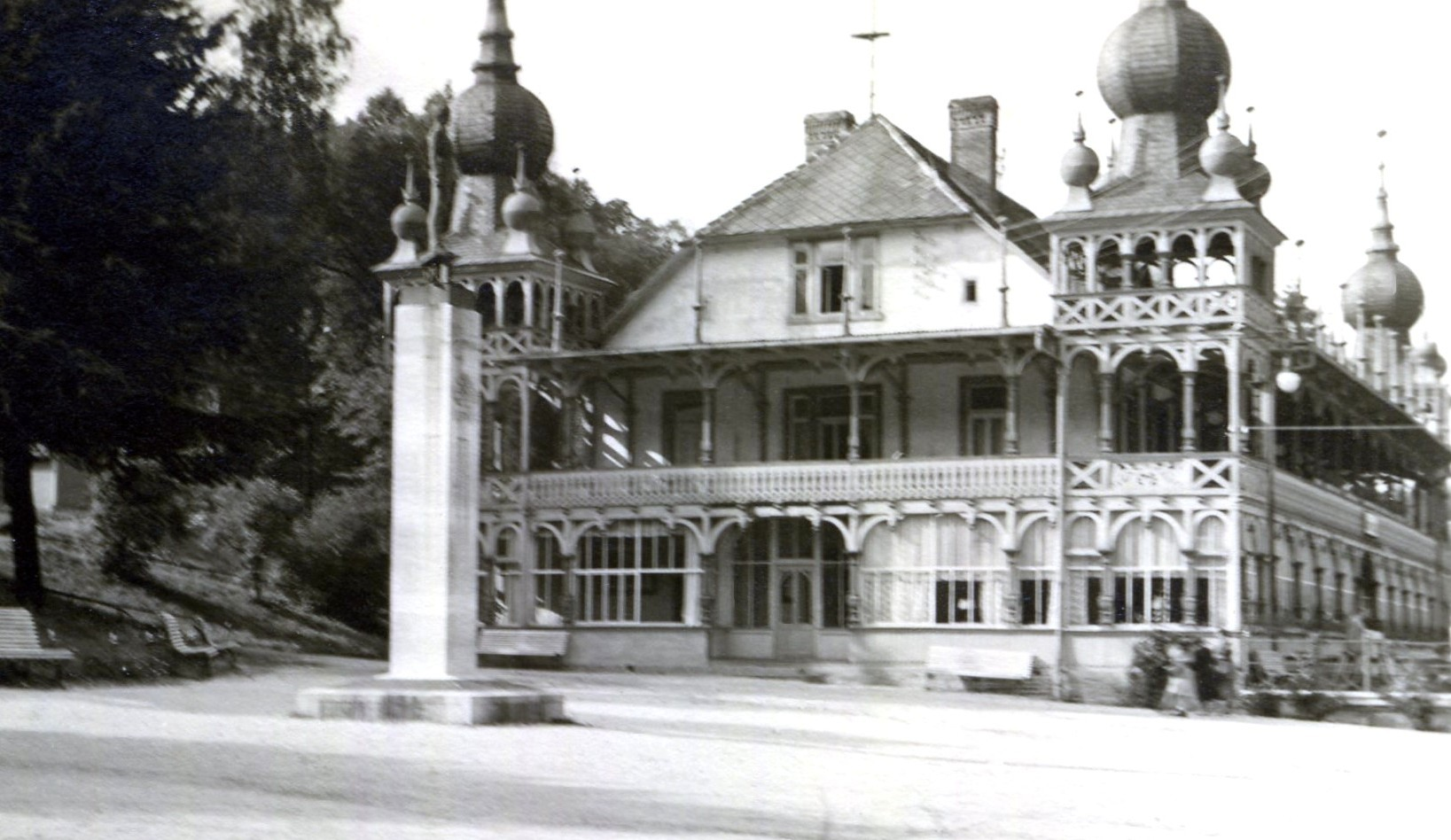
Kurhaus mit VDI-Denkmal (um 1940)

Das Kurhaus Alexisbad war ein denkmalgeschütztes Kurhaus im Ortsteil Alexisbad der Stadt Harzgerode im Harz in Sachsen-Anhalt. Es stand im Ortszentrum von Alexisbad, die Adresse lautete Kreisstraße 10.

## Gestaltung und Geschichte
Das Gebäude wurde 1810–1811 im Zusammenhang mit dem aufkommenden Kurbetrieb errichtet und zeitgenössisch auch als Traiteurhaus bezeichnet. Die Einweihung erfolgte am 12. Juni 1811, dem Geburtstag des Fürsten Alexius von Anhalt-Bernburg. Zunächst war das Kurhaus nur schlicht gestaltet. Es gehörte gemeinsam mit dem Logishaus und dem Badehaus zu einem Ensemble ähnlich ausgeführter Bauten. Der Eigentümer der Kuranlagen, der Fabrikant Traugott Wenzel, ließ 1891–1893 Galerien und orientalisch wirkende Ecktürme anfügen. Das Gebäude war in seiner Gestaltung prägend für die Ortslage.
Von 1931 bis 1972 stand vor dem südlichen Giebel das VDI-Denkmal.
Im Jahr 2003 wurde das Kurhaus Alexisbad abgerissen. Es war bis dahin im örtlichen Denkmalverzeichnis als Kurhaus unter der Erfassungsnummer 094 50091 als Baudenkmal verzeichnet.